# So What (песма певачице Пинк)
So What (срп. „Па шта“) је водећи сингл америчке певачице Пинк са њеног петог студијског албума Funhouse из 2008.

### Настанак песме
Пинк је уз помоћ Макса Мартина и Шелбека написала песму која има аутобиографске ноте јер говори о раскиду са мотокрос возачем Керијем Хартом.

### Пријем
Песма је постала интернационални хит, одлично примљен и код публике и код критике. Песма је доспела на врх већине светских топ-листа и сматра се највећим хитом у каријери Пинк. Амерички часопис Ролинг стоун сместио ју је на 29. место 100 најбољих песама 2008, часопис Тајм на друго, а британска телевизија VH1 на 3. место најбољих спотова исте године. До сада је продато преко 8,5 милиона примерака песме.

### Награде
Песма је на 51. додели Греми награда била номинована за најбоље поп извођење женског вокала. Такође освојила је МТВ награду за најзаразнију песму исте године и била номинована за најбољи спот женског извођача на додели МТВ видео награда 2009.

### Музички спот
Видео је режирао Дејв Мејерс, а у споту се појављује и њен муж Кери Харт. Спот је 2008. био други најкоришћенији видео на социјалној мрежи Фејсбук.

### Топ листе
| Година | Земља      | Врх |
| ------ | ---------- | --- |
| 2008   | Аустралија | 1   |
| 2008   | Аустрија   | 1   |
| 2008   | Белгија    | 4   |
| 2008   | Канада     | 1   |
| 2008   | Данска     | 3   |
| 2008   | Холандија  | 4   |
| 2008   | Европа     | 1   |
| 2008   | Финска     | 2   |
| 2008   | Француска  | 4   |
| 2008   | Немачка    | 1   |

| Година | Земља                | Врх |
| 2008   |                      |     |
| ------ | -------------------- | --- |
| 2008   | Ирска                | 1   |
| 2008   | Италија              | 16  |
| 2008   | Јапан                | 17  |
| 2008   | Нови Зеланд          | 1   |
| 2008   | Норвешка             | 3   |
| 2008   | Шпанија              | 31  |
| 2008   | Шведска              | 2   |
| 2008   | Швајцарска           | 1   |
| 2008   | Уједињено Краљевство | 1   |
| 2008   | САД                  | 1   |